# Locus (genetică)

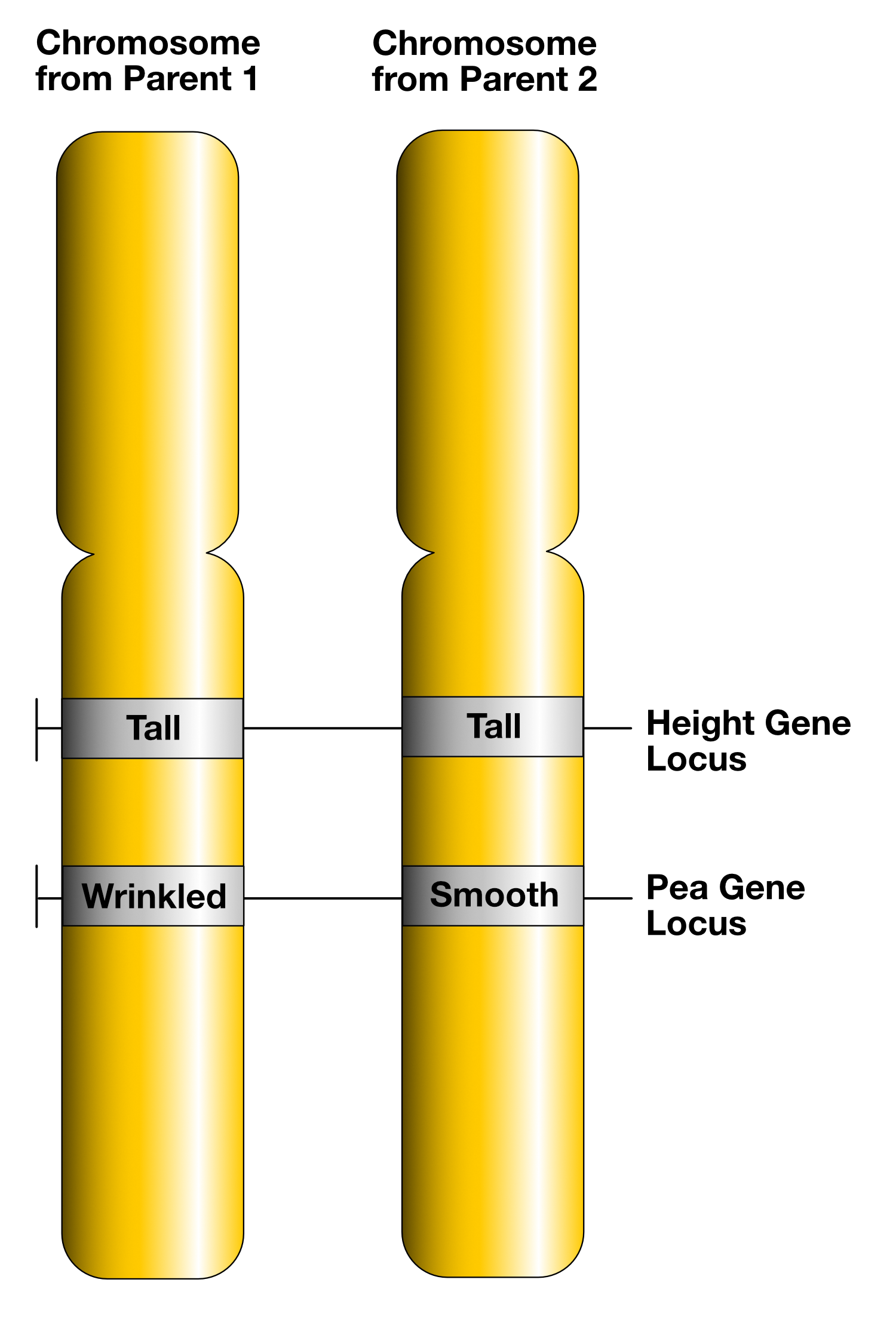
Schema a două gene, cu 2 locusuri și alele.

În genetică, prin locus (plural locusuri, locuși, loci) [din latina locus = loc] se înțelege poziția unei anumite gene, a unui operon, sau a unei mutații în structura cromozomului sau a altui replicon (plasmide).
Genele situate pe același locus controlează același caracter elementar, fiind gene homoloage. Fiecare individ poate avea pe un locus specific fie o genă maternă, fie una paternă. Pe același locus se pot găsi două sau mai multe variante ale aceleiași gene (alele). La unii viruși, pe același locus se pot găsi două gene - situație se pare excepțională. La eucariote, pe un locus se găsește o secvență de nucleotide care controlează sinteza unei secvențe de aminoacizi. Succesiunea locusurilor este cunoscută doar la viruși. La eucariote locusurile sunt separate de secvențe netranscrise. Se disting mai multe variante: locusuri monomorfe, pe care există o singură alelă; locusuri mutabile, care poate suferi mutații; locusuri polimorfice, pe care există mai multe alele; locusuri în tandem, rezultate din duplicarea unui singur locus.
O variantă a unei secvențe ADN situată pe un anumit locus se numește alelă. Reprezentarea grafică a locusurilor cunoscuți pentru un anumit genom precum și a distanțelor genetice ce separă acești loci constituie harta genetică a genomului. 